# Chancellor Ridge
Chancellor Ridge är en bergstopp i Antarktis. Den ligger i Östantarktis. Nya Zeeland gör anspråk på området. Toppen på Chancellor Ridge är 673 meter över havet.
Terrängen runt Chancellor Ridge är kuperad åt sydost, men åt nordväst är den bergig. Trakten är obefolkad. Det finns inga samhällen i närheten.